# Хрущёв, Иван Максимович
Иван Максимович Хрущёв (3 января 1915, Большая Сакма, Самарская губерния — 31 августа 1990, Днепропетровск) — заместитель командира эскадрильи 24-го гвардейского авиационного полка 50-й авиационной дивизии 6-го авиационного корпуса дальнего действия, гвардии старший лейтенант. Герой Советского Союза.

## Биография
Родился 3 января 1915 года в селе Большая Сакма (ныне — Краснопартизанский район Саратовской области). Член ВКП(б)/КПСС с 1942 года. Окончил девять классов средней школы в городе Краснодар. Работал шофёром.
В 1936 году призван в ряды Красной Армии. В 1938 году демобилизовался. Вторично призван в 1939 году. В 1941 году окончил Таганрогскую военную авиационную школу пилотов. В боях Великой Отечественной войны с 20 августа 1941 года.
27 августа 1941 года днём, действуя в составе 7 самолётов по скоплению мотомеханизированных войск противника на переправе через реку Днепр в районе Днепропетровска, группа самолётов, несмотря на сильный заградительный огонь зенитной артиллерии, прорвалась к цели, сброшенными бомбами была уничтожена переправа и более 10 танков.
При отходе от цели самолёты были атакованы 15 истребителями противника, в результате неравного боя группа сбила 8 истребителей противника, из них 1 истребитель сбил экипаж И. М Хрущёва. В неравном бою его самолёт был подожжён истребителем, объятый пламенем самолёт И. М Хрущёва перетянул через линию фронта и благополучно произвёл посадку на своей территории. Этим лётчик спас жизнь экипажа.
15 октября 1942 года в затянутую сплошной низкой слоисто-дождевой облачностью ночь экипаж И. М Хрущёва вылетел на бомбардировку аэродрома противника Белореченская. Рельеф местности заставлял соблюдать заданный профиль полёта, но низкая облачность, толщиной до 1000 метров мешала выдерживанию профиля и, следовательно, дальнейшему продолжению полёта. Пробиваясь к цели, самолёт дважды обледеневал. Появившись над целью, самолёт был обстрелян огнём зенитной артиллерии. Искусно маневрируя, экипаж сбросил прицельно бомбовый груз, на вражеском аэродроме вспыхнуло 6 очагов пожара — уничтожено 4 самолёта фокке-вульф.
15 мая 1943 года ночью, действуя по переднему краю обороны противника, прямым попаданием бомб уничтожил большой склад боеприпасов в станице Старотитаровская.
25 мая 1943 года ночью, нанося бомбардировочный удар по аэродрому противника Анапа, экипаж, невзирая на плохие метеоусловия, пробился к цели, с высоты 2100 метров, маневрируя среди шквального огня зенитной артиллерии, прицельно сбросил бомбы. На аэродроме было вызвано два сильных взрыва с последующими большими пожарами. Был уничтожен штабель с бомбами и один самолёт.
15 августа 1943 года ночью, бомбардируя скопление эшелонов с войсками и техникой противника на железнодорожной станции Ясиноватая, прямым попаданием бомб взорвал эшелон с боеприпасами.
В ночь на 19 сентября 1943 года, разрушая железнодорожные пути и уничтожая скопление эшелонов на железнодорожном узле Джанкой, сброшенными бомбами взорвал эшелон с боеприпасами.
24 октября 1943 года ночью, действуя по уничтожению складов на железнодорожном узле Никополь, в результате прицельно сброшенных бомб на склад с боеприпасами вызвал сильный взрыв с последующим пожаром и взрывами.
К ноябрю 1943 года гвардии старший лейтенант И. М Хрущёв, замещая командира эскадрильи 24-го гвардейского авиационного полка 50-й авиационной дивизии 6-го авиационного корпуса авиации дальнего действия, совершил 296 боевых вылетов на бомбардировку важных объектов в тылу врага, скоплений его войск и боевой техники.
Был сбит над оккупированной польской территорией и укрыт в лесной землянке местными жителями — мужем и женой Ядвигой Антоновной и Феликсом Яновичем Домбровскими. Феликс получил за спасение летчика Хрущева с его двумя товарищами — орден Красной Звезды.
На военно-промышленные объекты, скопление техники и живой силы противника экипажем И. М Хрущёва было сброшено 84800 кг бомб разного калибра, по временно оккупированной территории разбросано 380000 экземпляров листовок. Совершил 11 боевых вылетов в район Керчи, где, несмотря на сильное противодействие, метко поражал заданную цель.
Бомбардировочными действиями экипаж уничтожил 13 танков, 27 автомашин, 9 складов горючего, 11 складов боеприпасов. Имел 47 прямых попаданий в железнодорожное полотно и станционные сооружения, 7 прямых попаданий в цеха и корпуса заводов, разрушил 6 переправ, уничтожил и подавил 13 огневых точек зенитной артиллерии, 12 прожекторов. В воздушных боях сбил 2 и уничтожил на аэродромах 29 самолётов противника. Бомбардировочными ударами и пулемётным огнём вызвал 68 очагов пожара и 75 взрывов различного характера.

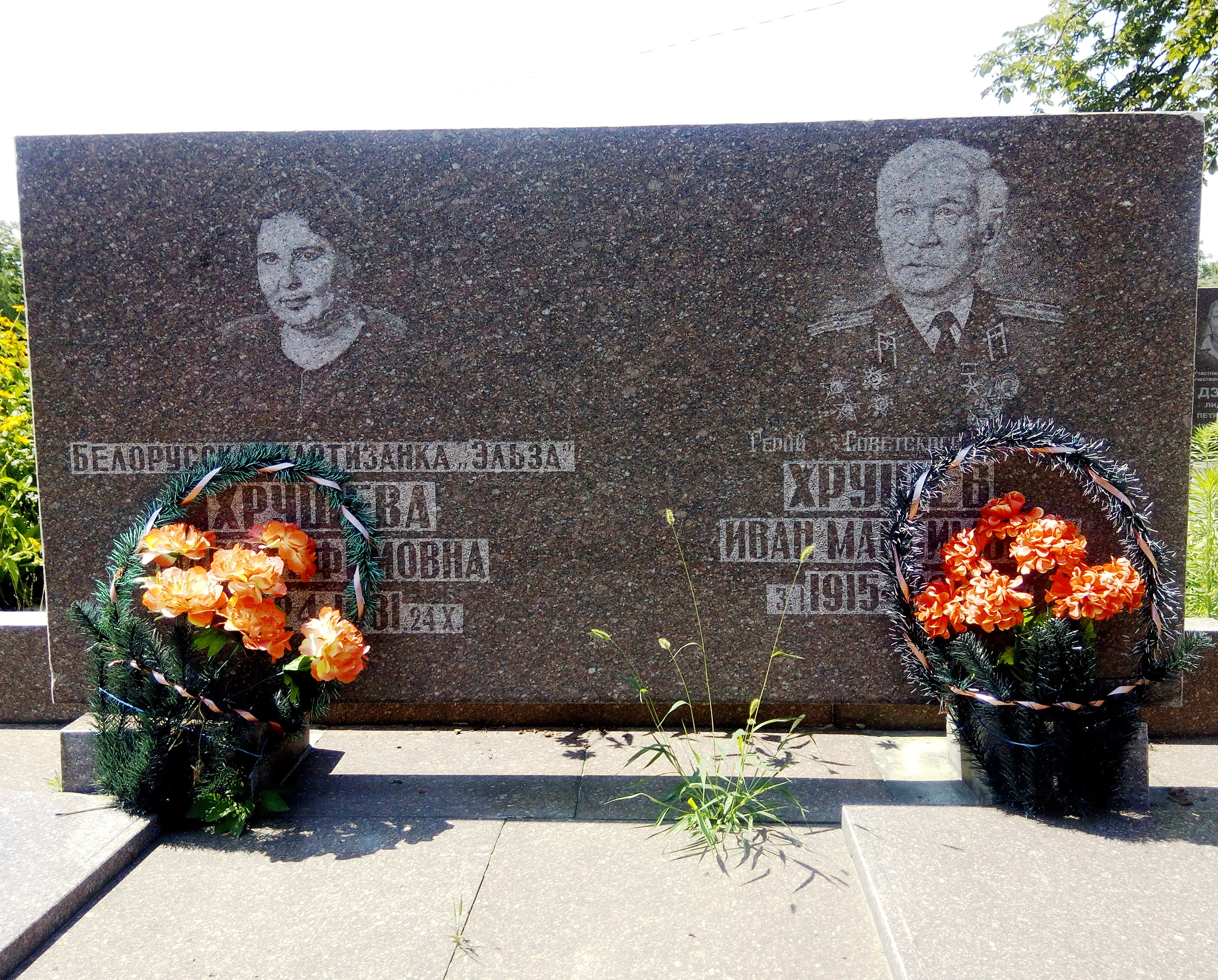
Могила Ивана Максимовича Хрущёва и его жены на Аллее Героев Сурско-Литовского кладбища в Днепре

Указом Президиума Верховного Совета СССР от 13 марта 1944 года за образцовое выполнение боевых заданий командования и проявленные при этом мужество и героизм гвардии старшему лейтенанту Хрущёву Ивану Максимовичу присвоено звание Героя Советского Союза с вручением ордена Ленина и медали «Золотая Звезда».
В 1948 году окончил Высшую офицерскую лётно-тактическую школу. С 1958 года полковник И. М. Хрущёв — в запасе. Жил в Днепропетровске. Скончался 31 августа 1990 года. Похоронен в Днепропетровске на Сурско-Литовском кладбище.
Награждён орденом Ленина, тремя орденами Красного Знамени, двумя орденами Отечественной войны 1-й степени, двумя орденами Красной Звезды, медалями.